# Liste des évêques et archevêques de Quito
Cette liste recense les évêques qui se sont succédé sur le siège épiscopal du diocèse de Quito en Équateur depuis sa création le 8 janvier 1545. Il est élevé au rang d'archidiocèse métropolitain le 13 janvier 1848.

## Évêques
- García Díaz Arias (es) (1546-1562)
  - Sede vacante (1562-1565)
- Pedro de la Peña (es), O.P (1565-1583)
  - Sede vacante (1583-1588)
- Antonio de San Miguel Avendaño y Paz (es), O.F.M Obs (1588-1590)
- Luis López de Solís (es), O.S.A (1592-1605) nommé archevêque de La Plata
- Salvador Ribera Avalos, O.P (1605-1612)
- Hernando de Arias y Ugarte (1613-1616) nommé archevêque de Santa Fé en Nouvelle Grenade
- Alfonso de Santillán y Fajardo, O.P (1616-1620)
  - Sede vacante (1620-1623)
- Francisco Sotomayor, O.F.M (1623-1628) nommé archevêque de La Plata
- Pedro de Oviedo y Falconi, O.Cist (1628-1645) nommé archevêque de La Plata
  - Sede vacante (1645-1647)
- Agustín de Ugarte y Sarabia (1647-1650)
  - Sede vacante (1650-1653)
- Alfonso de la Peña Montenegro (1653-1687)
- Sancho Pardo de Andrade de Figueroa y Cárdenas (1688-1702)
- Diego Ladrón de Guevara (1704-1717)
- Luis Francisco Romero (1717-1725) nommé archevêque de La Plata
- Juan Gómez de Neva y Frías (1725-1729)
- Andrés de Paredes y Armendáriz (1731-1745)
- Juan Nieto Polo del Aguila (1746-1759)
  - Sede vacante (1759-1762)
- Pedro Ponce y Carrasco (1762-1775)
- Blas Sobrino y Minayo (1776-1788) nommé évêque de Santiago du Chili
- José Pérez Calama (1789-1792)
- José Fernández Díaz de la Madrid, O.F.M.Obs (1792-1794)
- Miguel Álvarez Cortés (1795-1801)
- José Cuero y Caicedo (1801-1815)
  - Miguel Fernández Flórez, O.F.M.Obs (1815-1818) administrateur apostolique
- Leonardo Santander y Villavicencio (1818-1824) nommé évêque de Jaca
  - Sede vacante (1824-1828)
- Manuel de los Santos Escobar (1827-1827) (évêque élu)
- Rafael Lasso de la Vega (1828-1831)
  - Sede vacante (1831-1833)
- Nicolás Joaquín de Arteta y Calisto (1833-1848) devient le 1er archevêque de Quito

## Archevêques
- Nicolás Joaquín de Arteta y Calisto (1848-1849)
- Francisco Xavier de Garaycoa y Llaguno (1851-1859)
- José María Riofrío y Valdivieso (1861-1867) nommé administrateur apostolique de Loja
- José María de Jesús Yerovi Pintado, O.F.M.Obs (1867-1867)
- José Ignacio Checa y Barba (1868-1877)
  - Sede vacante (1877-1882)
- José Ignacio Ordóñez (1882-1893)
- Pedro Rafael González y Calisto (1893-1904)
- Federico González y Suárez (1905-1917)
- Manuele María Pólit (1918-1932)
- Carlos María Javier de la Torre (1933-1967)
- Pablo Muñoz Vega, S.J (1967-1985)
- Antonio José González Zumárraga (1985-2003)
- Raúl Eduardo Vela Chiriboga (2003-2010)
- Fausto Gabriel Trávez Trávez, O.F.M (2010-2019)
- Alfredo José Espinoza Mateus, S.D.B (2019-  )

## Sources
- (en) « Archdiocese of Quito : Past and Present Ordinaries », sur catholic-hierarchy.org (consulté le 25 avril 2023)